# Prumnopitys harmsiana
Prumnopitys harmsiana är en barrträdart som först beskrevs av Pilg., och fick sitt nu gällande namn av De Laub. Prumnopitys harmsiana ingår i släktet Prumnopitys och familjen Podocarpaceae. IUCN kategoriserar arten globalt som nära hotad. Inga underarter finns listade i Catalogue of Life.